# Andrijana Popović
Andrijana Popović (* 20. April 2002 in Nikšić, BR Jugoslawien) ist eine montenegrinische Handballspielerin, die für die montenegrinische Nationalmannschaft aufläuft.

## Karriere

### Im Verein
Popović erlernte das Handballspielen bei dem in ihrer Geburtsstadt ansässigen Verein ŽRK Levalea 2010. Popović lief in der Saison 2016/17 für die Erstligamannschaft von ŽRK Levalea 2010 auf, für die sie 77 Treffer erzielte. Anschließend wechselte Popović zum ŽRK Budućnost Podgorica, bei dem sie anfangs im Jugendbereich aktiv war. Später rückte die Kreisläuferin in den Kader der Erstligamannschaft, mit der sie mehrfach die montenegrinische Meisterschaft und den montenegrinischen Pokal gewann.

### In Auswahlmannschaften
Popović gehörte dem Kader der montenegrinischen Jugendnationalmannschaft an, mit der sie an der U-17-Europameisterschaft 2017 und an der U-18-Handball-Weltmeisterschaft der Frauen 2018 teilnahm. Mittlerweile gehört sie dem Kader der montenegrinischen A-Nationalmannschaft an. Ihre erste Turnierteilnahme war bei der Weltmeisterschaft 2021, bei der sie mit 20 Minuten Spielzeit in fünf Partien nur wenige Spielanteile erhielt. Im darauffolgenden Jahr gewann sie mit der montenegrinischen Auswahl die Bronzemedaille bei der Europameisterschaft. Weiterhin nahm sie mit Montenegro an der Weltmeisterschaft 2023 teil und belegte den siebten Platz.